# Woluwe-Saint-Lambert
Woluwe-Saint-Lambert é uma das 19 comunas bilingues da Bélgica situada na Região de Bruxelas-Capital.
Em 1 de Janeiro de 2006 contava com 47 952 habitantes, vivendo numa área de 7,22 km², ou seja 6 641 habitantes por km².